# 第35回日本クラブユースサッカー選手権 (U-18)大会
第35回日本クラブユースサッカー選手権 (U-18)大会（だい35かいにほんクラブユースせんしゅけんアンダー18たいかい）は、日本クラブユースサッカー選手権 (U-18)大会の2011年度の大会。2011年7月22日から7月31日まで開催され、東京ヴェルディユースが2年連続14回目の優勝を果たした。

## 大会名称
アディダスジャパンの特別協賛によりadidas CUP 2011 第35回日本クラブユースサッカー選手権(U-18)大会として開催する。

## 試合会場
- 玉村町北部公園サッカー場 (グループリーグ)
- あずまサッカースタジアム (グループリーグ)
- 大胡総合運動公園陸上競技・サッカー場 (グループリーグ)
- 群馬県立敷島公園サッカー・ラグビー場 (グループリーグ・準々決勝)
- 前橋総合運動公園陸上競技・サッカー場 (グループリーグ・準々決勝)
- ニッパツ三ツ沢球技場 (準決勝・決勝)

試合会場には長年Jヴィレッジの施設が使用されてきたが、福島第一原子力発電所事故に伴い施設が閉鎖されているため、準々決勝までは群馬県各地の施設が使用された。

## 出場チーム
| 地区   | 枠 | 出場チーム                   | 出場           |                  | 地区   | 枠                       | 出場チーム               | 出場           |
| ------ | -- | ---------------------------- | -------------- | ---------------- | ------ | ------------------------ | ------------------------ | -------------- |
| 北海道 | 1  | コンサドーレ札幌U-18         | 15年連続15回目 |                  | 北信越 | 2                        | アルビレックス新潟ユース | 13年連続13回目 |
| 東北   | 2  | ベガルタ仙台ユース           | 7年連続14回目  | 松本山雅FCユース | 北信越 | 2                        | 初出場                   |                |
| 東北   | 2  | モンテディオ山形ユース       | 3年ぶり3回目   | 東海             | 2      | 名古屋グランパスU-18     | 11年連続18回目           |                |
| 関東   | 9  | 鹿島アントラーズユース       | 6年連続13回目  | 東海             | 2      | ジュビロ磐田U-18         | 2年ぶり22回目            |                |
| 関東   | 9  | FC東京U-18                   | 11年連続12回目 | 関西             | 4      | ヴィッセル神戸ユース     | 13回目                   |                |
| 関東   | 9  | 浦和レッドダイヤモンズユース | 2年連続13回目  | 関西             | 4      | ガンバ大阪ユース         | 19回目                   |                |
| 関東   | 9  | 東京ヴェルディユース         | 4年連続33回目  | 関西             | 4      | 京都サンガF.C. U-18      | 14回目                   |                |
| 関東   | 9  | 柏レイソルU-18               | 6年連続17回目  | 関西             | 4      | セレッソ大阪U-18         | 6年連続16回目            |                |
| 関東   | 9  | 川崎フロンターレU-18         | 2年ぶり8回目   | 中国             | 1      | サンフレッチェ広島ユース | 19年連続19回目           |                |
| 関東   | 9  | 大宮アルディージャユース     | 2年連続8回目   | 四国             | 1      | 愛媛FCユース             | 2年連続15回目            |                |
| 関東   | 9  | 横浜FCユース                 | 3年ぶり2回目   | 九州             | 2      | アビスパ福岡U-18         | 5年連続13回目            |                |
| 関東   | 9  | 三菱養和SCユース             | 7年連続28回目  | 九州             | 2      | サガン鳥栖U-18           | 6回目                    |                |

## 本大会
- グループリーグは40分ハーフ（ハーフタイムは10分）で行われる。
- 決勝トーナメントは45分ハーフ（ハーフタイムは15分）で行われる（延長戦は10分ハーフ）。
- 開催日時はすべて日本標準時による。

### グループリーグ
グループリーグは、24チームを4チームずつ6グループに分けてリーグ戦を行い、各グループ1位のチームと各グループ2位のうち成績上位2チームが決勝トーナメントに進出する。順位は、勝ち3点、引き分け1点、負け0点の勝ち点で決定する。
|  | 決勝トーナメント進出チーム         |
|  | 他グループ同一順位チームの成績次第 |

#### グループA
| チーム名                     | 勝点 | 試 | 勝 | 分 | 負 | 得点 | 失点 | 差  |
| ---------------------------- | ---- | -- | -- | -- | -- | ---- | ---- | --- |
| 浦和レッドダイヤモンズユース | 7    | 3  | 2  | 1  | 0  | 11   | 1    | +10 |
| 大宮アルディージャユース     | 5    | 3  | 1  | 2  | 0  | 4    | 2    | +2  |
| ジュビロ磐田U-18             | 4    | 3  | 1  | 1  | 1  | 2    | 7    | -5  |
| ベガルタ仙台ユース           | 0    | 3  | 0  | 0  | 3  | 2    | 9    | -7  |

| 2011年7月23日 10:30 |

| 浦和レッドダイヤモンズユース | 1 - 1 | 大宮アルディージャユース |
| 高田拓弥 80分 (pen.)         |       | 中山雄希 8分             |

| 玉村町北部公園サッカー場 観客数: 80人 主審: 出村友寛 |

| 2011年7月23日 10:30 |

| ジュビロ磐田U-18              | 2 - 1 | ベガルタ仙台ユース |
| 新村陸 24分 · 久保田睦月 26分 |       | 越後雄太 32分      |

| 群馬県立敷島公園サッカー・ラグビー場 観客数: 150人 主審: 伊東知哉 |

| 2011年7月24日 15:00 |

| 浦和レッドダイヤモンズユース                        | 4 - 0 | ベガルタ仙台ユース |
| 堀田稜 21分, 42分 · 繁田秀斗 76分 · 岸伯富実 80+5分 |       |                    |

| 大胡総合運動公園陸上競技・サッカー場 観客数: 100人 主審: 西山貴生 |

| 2011年7月24日 14:59 |

| ジュビロ磐田U-18 | 0 - 0 | 大宮アルディージャユース |
|                  |       |                          |

| あずまサッカースタジアム 観客数: 210人 主審: 田島宏則 |

| 2011年7月26日 13:00 |

| 浦和レッドダイヤモンズユース                                                      | 6 - 0 | ジュビロ磐田U-18 |
| 鈴木悠太 25分, 60分 · 西袋裕太 32分 · 高田拓弥 65分 · 矢島慎也 67分 · 堀田稜 76分 |       |                  |

| 前橋総合運動公園陸上競技・サッカー場 観客数: 150人 主審: 藤本啓太 |

| 2011年7月26日 13:00 |

| ベガルタ仙台ユース | 1 - 3 | 大宮アルディージャユース            |
| 山田拓也 72分      |       | 平野篤志 22分, 71分 · 溝口晃大 39分 |

| 玉村町北部公園サッカー場 観客数: 100人 主審: 櫻井大輔 |

#### グループB
| チーム名             | 勝点 | 試 | 勝 | 分 | 負 | 得点 | 失点 | 差 |
| -------------------- | ---- | -- | -- | -- | -- | ---- | ---- | -- |
| 名古屋グランパスU-18 | 7    | 3  | 2  | 1  | 0  | 6    | 0    | +6 |
| ガンバ大阪ユース     | 6    | 3  | 2  | 0  | 1  | 3    | 2    | +1 |
| 三菱養和SCユース     | 4    | 3  | 1  | 1  | 1  | 2    | 2    | 0  |
| サガン鳥栖U-18       | 0    | 3  | 0  | 0  | 3  | 2    | 9    | -7 |

| 2011年7月23日 10:30 |

| ガンバ大阪ユース | 1 - 0 | 三菱養和SCユース |
| 西野貴治 75分    |       |                  |

| 前橋総合運動公園陸上競技・サッカー場 観客数: 100人 主審: 宮部範久 |

| 2011年7月23日 10:30 |

| 名古屋グランパスU-18                                    | 5 - 0 | サガン鳥栖U-18 |
| 高原幹 39分, 43分, 67分 · 岩田考弘 66分 · 足立智紀 80分 |       |                |

| あずまサッカースタジアム 観客数: 100人 主審: 藤田和也 |

| 2011年7月24日 14:59 |

| ガンバ大阪ユース              | 2 - 1 | サガン鳥栖U-18 |
| 岡本大地 14分 · 出岡大輝 25分 |       | 堀西謙太 34分  |

| 玉村町北部公園サッカー場 観客数: 100人 主審: 関谷宣貴 |

| 2011年7月24日 14:59 |

| 名古屋グランパスU-18 | 0 - 0 | 三菱養和SCユース |
|                      |       |                  |

| 前橋総合運動公園陸上競技・サッカー場 観客数: 150人 主審: 渡辺紀承 |

| 2011年7月26日 13:00 |

| ガンバ大阪ユース | 0 - 1 | 名古屋グランパスU-18 |
|                  |       | 佐藤和樹 67分        |

| あずまサッカースタジアム 観客数: 90人 主審: 見付和昭 |

| 2011年7月26日 13:00 |

| サガン鳥栖U-18 | 1 - 2 | 三菱養和SCユース           |
| 三宅大樹 48分  |       | 北出雄星 3分 · 黒木周 76分 |

| 大胡総合運動公園陸上競技・サッカー場 観客数: 50人 主審: 桜井大介 |

#### グループC
| チーム名                 | 勝点 | 試 | 勝 | 分 | 負 | 得点 | 失点 | 差 |
| ------------------------ | ---- | -- | -- | -- | -- | ---- | ---- | -- |
| 鹿島アントラーズユース   | 7    | 3  | 2  | 1  | 0  | 4    | 0    | +4 |
| サンフレッチェ広島ユース | 6    | 3  | 2  | 0  | 1  | 6    | 4    | +2 |
| セレッソ大阪U-18         | 4    | 3  | 1  | 1  | 1  | 2    | 4    | -2 |
| アビスパ福岡U-18         | 0    | 3  | 0  | 0  | 3  | 2    | 6    | -4 |

| 2011年7月23日 13:00 |

| 鹿島アントラーズユース | 1 - 0 | アビスパ福岡U-18 |
| 内野淳 45分            |       |                  |

| 玉村町北部公園サッカー場 観客数: 100人 主審: 桜井大介 |

| 2011年7月23日 13:00 |

| サンフレッチェ広島ユース              | 3 - 0 | セレッソ大阪U-18 |
| 野津田岳人 41分, 45分 · 末廣浩暉 49分 |       |                  |

| 群馬県立敷島公園サッカー・ラグビー場 観客数: 150人 主審: 森川浩次 |

| 2011年7月24日 10:30 |

| 鹿島アントラーズユース | 0 - 0 | セレッソ大阪U-18 |
|                        |       |                  |

| 大胡総合運動公園陸上競技・サッカー場 観客数: 150人 主審: 眞鍋久大 |

| 2011年7月24日 10:30 |

| サンフレッチェ広島ユース                    | 3 - 1 | アビスパ福岡U-18 |
| 越智大和 54分 · 森保圭悟 77分 · 平田惇 79分 |       | 三苫元太 10分    |

| あずまサッカースタジアム 観客数: 100人 主審: 見付和昭 |

| 2011年7月26日 15:00 |

| 鹿島アントラーズユース              | 3 - 0 | サンフレッチェ広島ユース |
| 鳥波将斗 27分 · 中川義貴 66分, 79分 |       |                          |

| 前橋総合運動公園陸上競技・サッカー場 観客数: 200人 主審: 西山貴生 |

| 2011年7月26日 15:00 |

| セレッソ大阪U-18              | 2 - 1 | アビスパ福岡U-18 |
| 西村洋亮 44分 · 南野拓実 76分 |       | 三苫元太 43分    |

| 玉村町北部公園サッカー場 観客数: 50人 主審: 森川浩次 |

#### グループD
| チーム名             | 勝点 | 試 | 勝 | 分 | 負 | 得点 | 失点 | 差  |
| -------------------- | ---- | -- | -- | -- | -- | ---- | ---- | --- |
| 川崎フロンターレU-18 | 7    | 3  | 2  | 1  | 0  | 10   | 1    | +9  |
| ヴィッセル神戸U-18   | 6    | 3  | 2  | 0  | 1  | 19   | 2    | +17 |
| 横浜FCユース         | 4    | 3  | 1  | 1  | 1  | 11   | 2    | +9  |
| 松本山雅FCU-18       | 0    | 3  | 0  | 0  | 3  | 0    | 35   | -35 |

| 2011年7月23日 13:00 |

| ヴィッセル神戸U-18 | 18 - 0 | 松本山雅FCU-18 |
| 松村亮 1分, 24分, 50分, 58分 · 宮村哲朗 3分 · 小林成豪 5分, 26分, 80+3分 · 内田祐介 13分 · 高見啓太 31分, 60分, 76分 · 岩波拓也 34分 · 井上哲大 59分 · 鶴﨑光 64分, 77分, 80+1分 · 長原直紀 73分 |        |                |

| 前橋総合運動公園陸上競技・サッカー場 観客数: 100人 主審: 田中利幸 |

| 2011年7月23日 13:00 |

| 川崎フロンターレU-18 | 1 - 1 | 横浜FCユース    |
| 伊藤大夢 9分         |       | 小野瀬康介 72分 |

| あずまサッカースタジアム 観客数: 150人 主審: 恩氏孝夫 |

| 2011年7月24日 10:30 |

| ヴィッセル神戸U-18 | 1 - 0 | 横浜FCユース |
| 岩波拓也 71分      |       |              |

| 玉村町北部公園サッカー場 観客数: 100人 主審: 田中利幸 |

| 2011年7月24日 10:30 |

| 川崎フロンターレU-18                                                                                | 7 - 0 | 松本山雅FCU-18 |
| 伊藤大夢 18分 · 相馬健一朗 21分, 50分 · 平敷兼 26分 · 小口大貴 53分 · 三好康児 70分 · 吉田直矢 78分 |       |                |

| 前橋総合運動公園陸上競技・サッカー場 観客数: 150人 主審: 櫻井大輔 |

| 2011年7月26日 15:00 |

| ヴィッセル神戸U-18 | 0 - 2 | 川崎フロンターレU-18            |
|                    |       | 相馬健一朗 30分 · 三好康児 53分 |

| あずまサッカースタジアム 観客数: 80人 主審: 宮部範久 |

| 2011年7月26日 15:00 |

| 横浜FCユース | 10 - 0 | 松本山雅FCU-18 |
| 木下康介 24分, 35分, 40+1分, 59分, 67分, 80+2分 · 西田子龍 31分 · 岡田孝徳 40分 · 小野瀬康介 50分 · 松田大斗 65分 |        |                |

| 大胡総合運動公園陸上競技・サッカー場 観客数: 50人 主審: 眞鍋久大 |

#### グループE
| チーム名               | 勝点 | 試 | 勝 | 分 | 負 | 得点 | 失点 | 差 |
| ---------------------- | ---- | -- | -- | -- | -- | ---- | ---- | -- |
| 柏レイソルU-18         | 7    | 3  | 2  | 1  | 0  | 8    | 3    | +5 |
| 東京ヴェルディユース   | 6    | 3  | 2  | 0  | 1  | 8    | 4    | +4 |
| 京都サンガF.C.U-18     | 2    | 3  | 0  | 2  | 1  | 6    | 7    | -1 |
| モンテディオ山形ユース | 1    | 3  | 0  | 1  | 2  | 3    | 11   | -8 |

| 2011年7月23日 15:00 |

| 東京ヴェルディユース              | 3 - 2 | 京都サンガF.C.U-18          |
| 南秀仁 26分, 47分 · 杉本竜士 49分 |       | 田村亮介 29分 · 原川力 54分 |

| 玉村町北部公園サッカー場 観客数: 200人 主審: 藤本啓太 |

| 2011年7月23日 15:00 |

| 柏レイソルU-18                                                  | 4 - 1 | モンテディオ山形ユース |
| 川島章示 40+1分 · 平久将土 42分 · 蓮沼翔太 50分 · 荒木大吾 69分 |       | 芦埜瑠偉 32分          |

| 群馬県立敷島公園サッカー・ラグビー場 観客数: 100人 主審: 作本貴典 |

| 2011年7月24日 12:59 |

| 東京ヴェルディユース                                                          | 5 - 0 | モンテディオ山形ユース |
| 高橋愛斗 40+3分 · 南秀仁 47分 · 杉本竜士 67分 · 前田直輝 79分 · 菅嶋弘希 80分 |       |                        |

| 大胡総合運動公園陸上競技・サッカー場 観客数: 100人 主審: 日比野真 |

| 2011年7月24日 13:00 |

| 柏レイソルU-18                | 2 - 2 | 京都サンガF.C.U-18                |
| 荒木大吾 36分 · 平久将土 39分 |       | 高橋祐治 77分 · 知念雄太朗 80+2分 |

| あずまサッカースタジアム 観客数: 120人 主審: 金次雄之介 |

| 2011年7月26日 10:30 |

| 東京ヴェルディユース | 0 - 2 | 柏レイソルU-18                  |
|                      |       | 平久将土 35分 · 白井永地 80+1分 |

| 前橋総合運動公園陸上競技・サッカー場 観客数: 100人 主審: 赤阪修 |

| 2011年7月26日 10:30 |

| モンテディオ山形ユース | 2 - 2 | 京都サンガF.C.U-18            |
| 佐々木龍 62分, 80+2分  |       | 田村亮介 34分 · 三根和起 79分 |

| 玉村町北部公園サッカー場 観客数: 50人 主審: 関谷宣貴 |

#### グループF
| チーム名                 | 勝点 | 試 | 勝 | 分 | 負 | 得点 | 失点 | 差 |
| ------------------------ | ---- | -- | -- | -- | -- | ---- | ---- | -- |
| コンサドーレ札幌U-18     | 7    | 3  | 2  | 1  | 0  | 6    | 4    | +2 |
| 愛媛FCユース             | 4    | 3  | 1  | 1  | 1  | 5    | 5    | 0  |
| FC東京U-18               | 4    | 3  | 1  | 1  | 1  | 4    | 4    | 0  |
| アルビレックス新潟ユース | 1    | 3  | 0  | 1  | 2  | 3    | 5    | -2 |

| 2011年7月23日 15:03 |

| FC東京U-18                    | 2 - 2 | 愛媛FCユース                |
| 湯浅寿紀 17分 · 福森健太 37分 |       | 近藤貫太 28分 · 林祐希 72分 |

| 前橋総合運動公園陸上競技・サッカー場 観客数: 100人 主審: 上田益也 |

| 2011年7月23日 15:00 |

| アルビレックス新潟ユース      | 2 - 2 | コンサドーレ札幌U-18     |
| 伊藤航希 61分 · 早川史哉 65分 |       | 榊翔太 9分 · 前貴之 28分 |

| あずまサッカースタジアム 観客数: 150人 主審: 金井清一 |

| 2011年7月24日 13:00 |

| FC東京U-18 | 0 - 1 | コンサドーレ札幌U-18 |
|            |       | 榊翔太 18分          |

| 玉村町北部公園サッカー場 観客数: 100人 主審: 作本貴典 |

| 2011年7月24日 13:00 |

| アルビレックス新潟ユース | 0 - 1 | 愛媛FCユース  |
|                          |       | 近藤貫太 15分 |

| 前橋総合運動公園陸上競技・サッカー場 観客数: 120人 主審: 赤阪修 |

| 2011年7月26日 10:30 |

| FC東京U-18                  | 2 - 1 | アルビレックス新潟ユース |
| 岸寛太 26分 · 橋本拳人 66分 |       | 井上丈 34分              |

| あずまサッカースタジアム 観客数: 100人 主審: 作本貴典 |

| 2011年7月26日 10:30 |

| コンサドーレ札幌U-18                      | 3 - 2 | 愛媛FCユース              |
| 神田夢実 28分 · 榊翔太 40分 · 前貴之 80分 |       | 藤直也 55分 · 林祐希 69分 |

| 大胡総合運動公園陸上競技・サッカー場 観客数: 50人 主審: 金井清一 |

#### 2位
各グループ2位の成績上位2チームが準々決勝に進出する。
| チーム名                 | 勝点 | 試 | 勝 | 分 | 負 | 得点 | 失点 | 差  |
| ------------------------ | ---- | -- | -- | -- | -- | ---- | ---- | --- |
| ヴィッセル神戸U-18       | 6    | 3  | 2  | 0  | 1  | 19   | 2    | +17 |
| 東京ヴェルディユース     | 6    | 3  | 2  | 0  | 1  | 8    | 4    | +4  |
| サンフレッチェ広島ユース | 6    | 3  | 2  | 0  | 1  | 6    | 4    | +2  |
| ガンバ大阪ユース         | 6    | 3  | 2  | 0  | 1  | 3    | 2    | +1  |
| 大宮アルディージャユース | 5    | 3  | 1  | 2  | 0  | 4    | 2    | +2  |
| 愛媛FCユース             | 4    | 3  | 1  | 1  | 1  | 5    | 5    | 0   |

### 決勝トーナメント

#### 準々決勝
| 2011年7月27日 10:30 |

| 浦和レッドダイヤモンズユース | 0 - 5 | 東京ヴェルディユース                                                              |
|                              |       | 中島翔哉 26分 · 杉本竜士 36分, 41分 (pen.) · 菅嶋弘希 86分 (pen.) · 舘野俊祐 89分 |

| 前橋総合運動公園陸上競技・サッカー場 観客数: 200人 主審: 上田益也 |

| 2011年7月27日 10:30 |

| 柏レイソルU-18                                      | 4 - 2 | 鹿島アントラーズユース       |
| 吉川修平 21分 · 川島章示 45分 · 平久将土 65分, 68分 |       | 中川義貴 3分 · 鈴木隆雅 70分 |

| 群馬県立敷島公園サッカー・ラグビー場 観客数: 200人 主審: 田島宏則 |

| 2011年7月27日 14:00 |

| 名古屋グランパスU-18 | 2 - 1 | コンサドーレ札幌U-18 |
| 高原幹 41分, 45+1分  |       | 前貴之 86分          |

| 前橋総合運動公園陸上競技・サッカー場 観客数: 100人 主審: 日比野真 |

| 2011年7月27日 14:00 |

| 川崎フロンターレU-18 | 0 - 2 | ヴィッセル神戸U-18           |
|                      |       | 免田朋己 4分 · 岩波拓也 71分 |

| 群馬県立敷島公園サッカー・ラグビー場 観客数: 150人 主審: 金次雄之介 |

#### 準決勝
| 2011年7月29日 16:00 |

| 東京ヴェルディユース              | 3 - 1 | 柏レイソルU-18 |
| 南秀仁 15分, 23分 · 中島翔哉 83分 |       | 平久将土 68分  |

| ニッパツ三ツ沢球技場 観客数: 990人 主審: 福島孝一郎 |

| 2011年7月29日 19:00 |

| 名古屋グランパスU-18 | 1 - 2 | ヴィッセル神戸U-18            |
| 高原幹 87分          |       | 岩波拓也 25分 · 内田祐介 62分 |

| ニッパツ三ツ沢球技場 観客数: 1,201人 主審: 篠藤巧 |

#### 決勝
| 2011年7月31日 18:02 |

| 東京ヴェルディユース | 1 - 0 | ヴィッセル神戸U-18 |
| 南秀仁 8分           |       |                    |

| ニッパツ三ツ沢球技場 観客数: 1,620人 主審: 中村太 |

## 最終成績
| 第35回日本クラブユースサッカー選手権 (U-18)大会 優勝チーム |
| ---------------------------------------------------------- |
| 東京ヴェルディユース 2年連続14回目                         |

## 個人賞
| MVP                               | MIP                             | 得点王 | ベストヤングプレーヤー            |
| --------------------------------- | ------------------------------- | --- | --------------------------------- |
| 杉本竜士 （東京ヴェルディユース） | 仲島義貴 （ヴィッセル神戸U-18） | 南秀仁（東京ヴェルディユース） 平久将土（柏レイソルU-18） 木下康介（横浜FCユース） 高原幹（名古屋グランパスU-18） 6得点 | 中島翔哉 （東京ヴェルディユース） |

## 主な出場選手
FW
- 中川義貴 （鹿島アントラーズユース）
- 南秀仁 （東京ヴェルディユース）
- 高原幹 （名古屋グランパスU-18）
- 三根和起 （京都サンガF.C.U-18）

MF
- 越後雄太 （ベガルタ仙台ユース）
- 宮内龍汰 （鹿島アントラーズユース）
- 矢島慎也 （浦和レッドダイヤモンズユース）
- 野崎雅也 （浦和レッドダイヤモンズユース）
- 杉本竜士 （東京ヴェルディユース）
- 舘野俊祐 （東京ヴェルディユース）
- 小野瀬康介 （横浜FCユース）
- 早川史哉 （大宮アルディージャユース）
- 水野泰輔 （名古屋グランパスU-18）
- 原川力 （京都サンガF.C.U-18）
- 藤直也 （愛媛FCユース）

DF
- 山中亮輔 （柏レイソルU-18）
- 鈴木隆雅 （鹿島アントラーズユース）
- 佐藤和樹 （名古屋グランパスU-18）
- 高橋祐治 （京都サンガF.C.U-18）
- 西野貴治 （ガンバ大阪ユース）
- 稲森克尚 （ガンバ大阪ユース）

GK
- 杉本大地 （京都サンガF.C.U-18）
- 田尻健 （ガンバ大阪ユース）